# École européenne d'intelligence économique
L’École européenne d'intelligence économique (EEIE) est une école de commerce française fondée en 2006.
Elle est dirigée par Benoît de Saint-Sernin.

## Histoire
L'EEIE est fondée en 2006 à l'initiative de Benoît de Saint-Sernin, précédemment chargé de la communication chez Disneyland Resort Paris, et Frédéric Leclerc, à la tête d'un cabinet de conseil en marketing qu'avait régulièrement sollicité le complexe touristique,. 
Selon L'Expansion, l'enseignement de cet établissement, essentiellement pratique, est dispensé par des professionnels du renseignement tels que Thierry Meignen, expert de l'acquisition douce, Louis Gay, fondateur du logiciel Datops, et Olivier Gautheret, spécialiste de la récupération légale d'informations.
Dans le cadre de ses précédentes fonctions à l'ESLSCA, Benoît de Saint-Sernin avait déjà approché l'intelligence économique en participant brièvement aux débuts de l’École de guerre économique (EGE) en octobre 1997, en assistant le général Jean Pichot-Duclos et Christian Harbulot au poste de directeur de la communication, qu'il quitta en 1999.
En 14 ans d'existence, le groupe EEIE a pluralisé son offre en édifiant l’École européenne de la sécurité privée (EESP) en septembre 2013, puis en projetant la création de l'École européenne de la cyber-sécurité (EECS),.

## Contenu de la formation
L'École européenne d'intelligence économique dispense une unique formation d'un an comprenant 400 heures de cours sur la recherche d'informations et leur traitement, la gestion de crise, l'influence, le fonctionnement européen et la sécurité des systèmes d'information.  
Les étudiants effectuent lors de leur scolarité des missions réelles d’intelligence économique pour des entreprises. En tant que consultants juniors, ils sont encadrés dans les entreprises qui les reçoivent en alternance pour 95% d'entre eux, selon les chiffres de l'école. 

## Lieu
L'école est située dans l'hôtel de madame de Pompadour à Versailles , aussi nommé hôtel des Réservoirs et construit en 1751 par l'architecte Jean Cailleteau (« Lassurance »).